# Marek Bobéth
Marek Bobéth (* 28. Dezember 1935 in Riga, Lettland; † 31. Januar 2012 in Berlin-Spandau) war ein deutscher Chordirigent, Konzertpianist, Musikwissenschaftler und Hochschullehrer.

## Leben und Ausbildung
Marek Bobéth wurde in der lettischen Hauptstadt Riga als Deutschbalte geboren.  Im Januar 1945 kam er über Posen nach Naumburg (Saale), wo er pianistisch von Anny Schäfer ausgebildet wurde. Sie war von Carl Friedberg (Schüler von Clara Schumann) und Otto Neitzel (Schüler von Franz Liszt) unterrichtet worden. Nach dem Abitur studierte er in Berlin bei Dieter Zechlin und besuchte Meisterkurse bei Gerhard Puchelt und Hélène Boschi. Er ergänzte seine Ausbildung durch das Studium der Fächer Dirigieren, Musikwissenschaft bei Rudolf Stephan und Theaterwissenschaft. Chordirigieren studierte er in Berlin 1956 bis 1959 bei Fritz Höft.

## Wirken
Seine Doktorarbeit schrieb er über Borodins Oper Fürst Igor. Zum Standardwerk wurde sein Buch über den ostpreußischen Komponisten Hermann Goetz. In Riga erschien seine Arbeit über den deutschbaltischen Pianisten und Komponisten Eduard Erdmann. Überhaupt lag der Schwerpunkt seiner Forschungsarbeit auf osteuropäischen Themen. Bobéth lehrte in Deutschland, Russland, Lettland, Estland, Litauen und konzertierte in vielen Ländern Europas und in Übersee. Er gestaltete Funk-, Fernseh- und Schallplattenaufnahmen. Er leitete von 1971 bis 1989 die Berliner Liedertafel 1884 e.V., mit der er zahlreiche Ur- und Erstaufführungen und eine große Japan-Tournee realisierte und dirigierte seit 1973 den Kammerchor Wedding sowie seit 1977 die Berliner Chorfreunde, mit denen er Konzertreisen u. a. nach China unternahm. Er konzipierte und leitete Großveranstaltungen, darunter den „Singenden Kudamm“ 1976, zur 750-Jahr-Feier Berlins, zum 100. Jubiläum des Berliner Sängerbundes und zu den Chorfesten des Deutschen Chorverbandes in Köln, Hamburg, Berlin und Bremen und das Konzert in der Berliner Waldbühne am 21. Juni 2003. Die Internationale Hans-von-Bülow-Gesellschaft wählte ihn zum Vorsitzenden, er wurde zum Präsidenten des Internationalen Klavierwettbewerbs „Hans von Bülow“ 2012 in Zusammenarbeit mit der Meininger Hofkapelle berufen. Er ist Gründungsmitglied der Tschaikowsky-Gesellschaft und in deren wissenschaftlichem Beirat tätig. Als Vorstandsmitglied des Tonkünstlerverbandes trug er viele Jahre Verantwortung für den Bundeswettbewerb Gesang Berlin. Er war Vorsitzender des Künstlerischen Beirates der Konzertreihe „Klassik in Spandau“. Marek Bobéth war von 1983 bis 2009 Präsidiumsmitglied des Chorverbandes Berlin und leitete als Vorsitzender dessen Musikausschuss. Außerdem war er von 1986 bis 2009 Mitglied des Musikausschusses des Deutschen Chorverbandes.

## Ehrungen
Der Bundespräsident verlieh ihm in Würdigung seiner künstlerischen, pädagogischen und wissenschaftlichen Arbeit das Bundesverdienstkreuz am Bande. Er wurde zum Musikdirektor (FDB), Chordirektor (ADC) und zum Professor ernannt sowie mit der Schubert-Medaille der Stadt Wien und dem japanischen Orden „Chokko-mon-kyo“ ausgezeichnet. Im Jahre 2011 erhielt er für herausragende Verdienste um das Berliner Chorleben die Geschwister-Mendelssohn-Medaille des Chorverbandes Berlin.